# Tasa Jiya
Tasa Jiya, née le 16 septembre 1997, est une athlète néerlandaise spécialiste des épreuves de sprint.

## Biographie
Elle remporte la médaille de bronze du relais 4 × 100 m lors des championnats d'Europe 2024 à Rome, en compagnie de Nadine Visser, Marije van Hunenstijn et Minke Bisschops. Elle termine par ailleurs 5e de l'épreuve du 200 m.

## Palmarès
| Date | Compétition                       | Lieu    | Résultat | Epreuve   | Temps   |
| ---- | --------------------------------- | ------- | -------- | --------- | ------- |
| 2023 | Championnats d'Europe par équipes | Chorzów | 1re      | 4 × 100 m | 42 s 61 |
| 2024 | Championnats d'Europe             | Rome    | 5e       | 200 m     | 22 s 90 |
| 2024 | Championnats d'Europe             | Rome    | 3e       | 4 × 100 m | 42 s 46 |
| 2024 | Jeux olympiques                   | Paris   | 7e       | 4 × 100 m | 42 s 74 |

## Records
| Épreuve | Performance | Lieu    | Date         |
| ------- | ----------- | ------- | ------------ |
| 100 m   | 11 s 22     | Hengelo | 28 juin 2024 |
| 200 m   | 22 s 62     | Hengelo | 30 juin 2024 |